# Paul Warfield

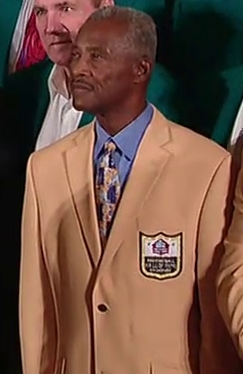
Imagem do ex-jogador de futebol americano estadunidense Paul Warfield.

Paul Warfield é um ex-jogador profissional de futebol americano estadunidense

## Carreira
Paul Warfield foi campeão da temporada de 1973 da National Football League jogando pelo Miami Dolphins.